# Al-Kut

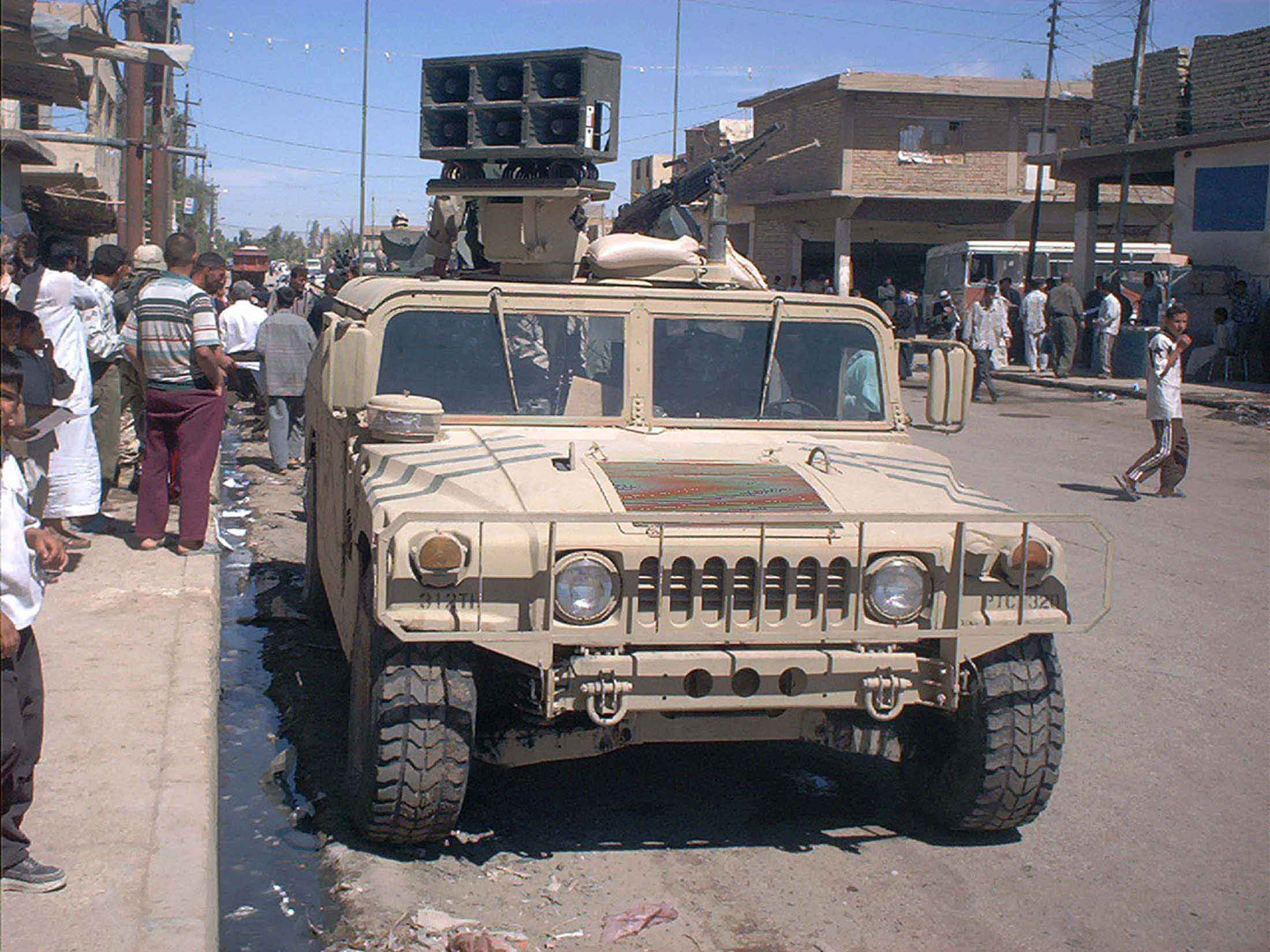
Militärfordon på en gata i al-Kut.

al-Kut är en liten stad i östra Irak, och är belägen där floden Shatt al-Gharraf rinner ut i den större Tigris. Den är administrativ huvudort för provinsen Wasit. Det finns inga officiella uppgifter från sen tid över stadens befolkning, men det distrikt som hör till staden hade en beräknad folkmängd av 374 457 invånare i början av 2003, på en yta av 5 144 km². Staden ligger i en trång flodkrök och förbinds med resten av stranden via ett smalt näs. al-Kut var i flera århundraden det regionala centret för matthandeln. Området runt staden är bördigt och används för spannmålsodling. En atomforskningsanläggning, som plundrades i samband med Irakkriget 2003, är belägen i al-Kut.